# Olivier Mauvezin
Olivier Mauvezin est un chef-opérateur du son français.

## Biographie
Il sort diplômé de la Femis, département son, en 1991.

## Filmographie partielle
- 2001 : L'Emploi du temps de Laurent Cantet
- 2003 : La Chose publique de Mathieu Amalric
- 2003 : Un homme, un vrai d'Arnaud et Jean-Marie Larrieu
- 2004 : Les Revenants de Robin Campillo
- 2005 : Peindre ou faire l'amour d'Arnaud et Jean-Marie Larrieu
- 2006 : La Tourneuse de pages de Denis Dercourt
- 2008 : Entre les murs de Laurent Cantet
- 2008 : Le Voyage aux Pyrénées d'Arnaud et Jean-Marie Larrieu
- 2009 : Les Derniers Jours du monde d'Arnaud et Jean-Marie Larrieu
- 2010 : L'Arbre de Julie Bertuccelli
- 2010 : Tournée de Mathieu Amalric
- 2012 : Camille redouble de Noémie Lvovsky
- 2012 : Une vie meilleure de Cédric Kahn
- 2013 : Eastern Boys de Robin Campillo
- 2013 : L'amour est un crime parfait d'Arnaud et Jean-Marie Larrieu
- 2013 : Joséphine d'Agnès Obadia
- 2014 : Retour à Ithaque de Laurent Cantet
- 2014 : Maestro de Léa Fazer
- 2014 : La Chambre bleue de Mathieu Amalric
- 2015 : La Belle Saison de Catherine Corsini
- 2016 : Les Innocentes d'Anne Fontaine
- 2017 : Demain et tous les autres jours de Noémie Lvovsky
- 2017 : L'Atelier de Laurent Cantet
- 2017 : Barbara de Mathieu Amalric
- 2019 : Carte de visite de Michel Sumpf
- 2020 :  Aline de Valérie Lemercier
- 2021 : Tralala d'Arnaud et Jean-Marie Larrieu
- 2022 : Adieu Paris d'Édouard Baer
- 2024 : Le Roman de Jim d'Arnaud et Jean-Marie Larrieu

## Distinctions

### Récompenses
- César 2018 : César du meilleur son pour Barbara

### Nominations
- César du meilleur son
  - en 2009 pour Entre les murs
  - en 2009 pour Tournée
  - en 2022 pour  Aline